# 島退町
島退町（しまのきちょう）は、愛知県名古屋市昭和区の地名。

## 歴史
『尾張徇行記』は当地が御器所村の枝郷にあたる場所であり、地理的に離れた場所にあったことによるとしているという。

### 沿革
- 1931年（昭和6年）4月1日 - 中区御器所町の一部により、同区島退町が成立[3]。
- 1937年（昭和12年）10月1日 - 昭和区編入により、同区島退町となる[3]。
- 1942年（昭和17年）8月25日 - 一部が昭和区御所町・御器所町に編入される[3]。
- 1972年（昭和47年）8月1日 - 昭和区御器所一丁目・御器所二丁目にそれぞれ編入され、消滅[3]。